# Église catholique en Tunisie
L'Église catholique en Tunisie (en arabe : الكنيسة الكاثوليكية في تونس, translittéré : alkanisat alkathulikiat fi tunis), désigne l'organisme institutionnel et sa communauté locale ayant pour religion le catholicisme en Tunisie.
L'Église catholique en Tunisie est formée d'une seule circonscription ecclésiastique qui n'est pas soumise à une juridiction nationale au sein d'une Église nationale mais à la juridiction universelle du pape, évêque de Rome, au sein de l'« Église universelle ».
En étroite communion avec le Saint-Siège, l'archevêque de Tunis est membre d'une instance de concertation, la conférence des évêques de la région Nord de l'Afrique (C.E.R.N.A.), qui réunit les épiscopats du Maroc, de l'Algérie, de la Tunisie, de la Libye et du Sahara occidental.
L'Église catholique est autorisée en Tunisie.
L'Église catholique est une communauté religieuse minoritaire de ce pays.

## Législation en matière religieuse
- Pays membre de l'Organisation de la coopération islamique où la charia ne joue pas un rôle dans le système judiciaire
- Pays où la charia s'applique aux questions de statut personnel (mariage, divorce, héritage et autorité parentale)
- Pays où la charia s'applique intégralement, aussi bien aux questions de statut personnel qu'aux procédures pénales
- Pays avec des variations régionales dans l'application de la charia

La Constitution de la Tunisie stipule que,:
- Préambule : « Exprimant l'attachement aux enseignements de l'islam (...) notre identité arabo-musulmane. Afin de consolider notre appartenance à la Ummah islamique (...) œuvrant à soutenir l'Union maghrébine (...) entre les peuples musulmans »
- Art. 1 : « La Tunisie est un État libre, l'islam est sa religion »
- Art. 2 : « La Tunisie est un État à caractère civil »
- Art. 4 : « Le drapeau comporte un croissant rouge »
- Art. 6 : « L'État est le gardien de la religion. Il garantit la liberté de croyance et de conscience et le libre exercice des cultes; il est le garant de la neutralité des lieux de culte par rapport à toute instrumentalisation partisane. L'État s'engage à diffuser les valeurs de modération et de tolérance, à protéger le sacré et à interdire d'y porter atteinte. Il s'engage à interdire les campagnes d'accusation d'apostasie [Takfir] et l'incitation à la haine et à la violence. Il s'engage également à s'y opposer »
- Art. 39 : « L'État veille à enraciner l'identité arabo-musulmane »
- Art. 74 : « La candidature à la présidence de la République est un droit pour tout électeur musulman ».

La Constitution de 2014 maintient la religion islamique comme la religion d'État mais après d’âpres débats, elle ne fait pas référence au droit islamique, la charia, qui veille au respect des hadiths (propos attribués à Mahomet et rapportés par divers témoins) interdisant l'apostasie sous peine de mort.
La Constitution tunisienne ne restreint donc pas la conversion d'un musulman à la foi catholique, ni le prosélytisme d'une religion autre que l'islam.
La liberté de religion pour l’Église catholique est encadrée par le modus vivendi de 1964 entre le Saint-Siège et la Tunisie : l’Église catholique est officiellement reconnue et autorisée à gérer des lieux de cultes et des institutions sociales mais n'est pas autorisée à exprimer publiquement sa foi catholique, comme par exemple par des processions publiques, ni de faire du prosélytisme.
Si la charia n’est pas mentionnée comme une source de droit, elle est néanmoins en partie incorporée aux lois réglementant le statut personnel (mariage et succession), car selon Fadhel Achour, secrétaire général de l’Union des imams, la laïcité en Tunisie est impossible parce que la Tunisie est historiquement « une nation musulmane »,.
En Tunisie, les deux mariages existent, religieux et civil. L'interdiction à une Tunisienne musulmane d'épouser un catholique (Tunisien ou non) est prescrite par le Coran :
« ne donnez point vos filles aux idolâtres, jusqu’à ce qu’ils aient embrassé votre croyance » - sourate no 2, verset no 221,.
Depuis 1969, le CSP (Code du statut personnel) à propos du mariage entre une musulmane et un non-musulman a été interprété par les tribunaux comme une reconnaissance de l'interdiction donnée par le droit musulman en la matière. Ce raisonnement a été approuvé le 5 novembre 1973 par une circulaire du ministère de la Justice qui, afin « d'éloigner les côtés négatifs de l'Occident », a fait interdire les mariages entre musulmanes et non-musulmans et a jugé nul les mariages mixtes où le conjoint ne s'est pas converti à l'islam et où une attestation de conversion n'est pas fournie.
Pour qu'un mariage civil soit retranscrit et reconnu en Tunisie, toute Tunisienne musulmane épousant un catholique (ou autre non-musulman) devaient fournir le certificat de conversion à l'islam de leur mari. Mais même si depuis le 13 septembre 2017, une loi a aboli la circulaire, les huissiers-notaires refusent de marier sans certificat,.
En matière successorale, avant 2017, les tribunaux refusaient tout droit à l'héritage aux personnes non-musulmanes mariés à l'étranger à une personne musulmane. Si l'héritière est musulmane, elle hérite de la moitié de ce qui revient à un homme :
« au fils, une part équivalente à celle de deux filles » - sourate 4, verset 11,.
En matière politique, les catholiques tunisiens n'ont pas de représentation.

## Catholicisme
L'Église catholique utilise un seul rite liturgique en Tunisie, le rite latin.

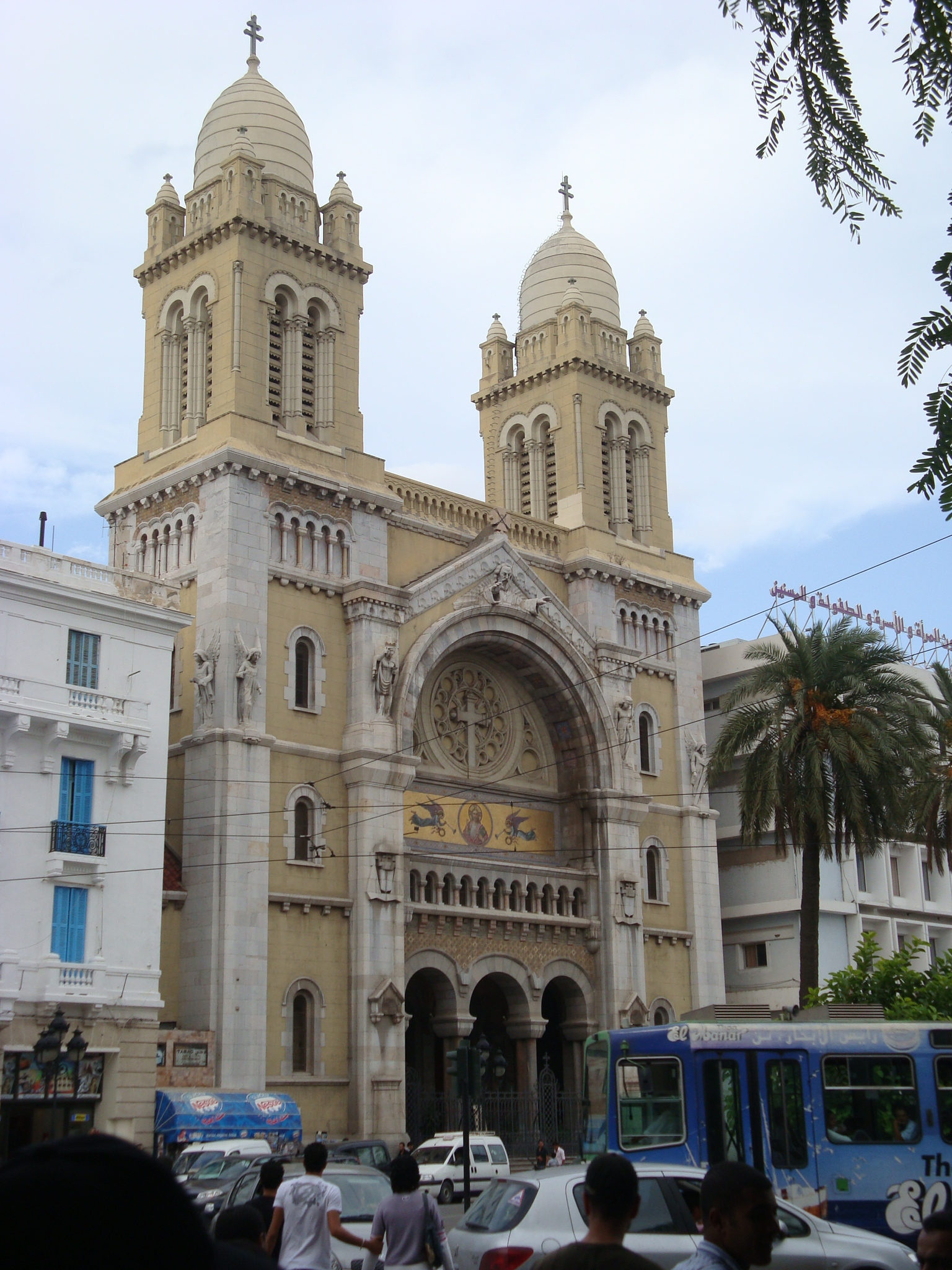
La cathédrale Saint-Vincent-de-Paul de Tunis est depuis 1964 la seule cathédrale catholique de la Tunisie.

## Diocèses
L’Église catholique en Tunisie ne comprend actuellement qu’un seul archevêché, dans la capitale, Tunis :
- l'archidiocèse non métropolitain de Tunis.

Il n'y a pas de juridictions catholiques de rite oriental, ni de juridictions pré-diocésaines ou autres juridictions exemptées en Tunisie.
Comme cet unique épiscopat n'a aucune conférence nationale, il participe à la conférence des évêques de la région Nord de l'Afrique (C.E.R.N.A.) avec les épiscopats des circonscriptions ecclésiastiques en Algérie, Libye, Maroc, Tunisie et au Sahara occidental, formant la conférence du "Grand Maghreb" (région arabe à l'ouest de l’Égypte).
Il existe également une nonciature apostolique (représentation diplomatique du pape au niveau des ambassades d'État) en Tunisie, qui cependant dépend de la nonciature apostolique de l'Algérie voisine (à Alger).
Toutes les anciennes juridictions disparues sont les précurseurs des sièges actuels (territorial (résidentiel) ou, pour la plupart, titulaires).

### Archidiocèse
En Tunisie, les catholiques ne disposent que d'un seul diocèse - l'archidiocèse de Tunis. En conséquence, la seule cathédrale catholique est celle de Saint-Vincent de Paul à Tunis.
L'archidiocèse de Tunis gère 12 églises, 9 écoles, plusieurs bibliothèques et 2 dispensaires. En plus de célébrer des offices religieux, l’Église catholique a ouvert un monastère, organisé des activités culturelles et organisé des œuvres de bienfaisance dans l’ensemble du pays. À l'occasion, des groupes religieux catholiques organisent des offices dans des résidences privées ou dans d'autres lieux.

### Sièges titulaires
- Un archevêché titulaire métropolitain : Carthage
- 343 évêchés titulaires épiscopaux : Abaradira, Abari, Abbir Germaniciana, Abbir Maius, Abidda, Abitinæ, Abora, Absa Salla, Abthugni, Abziri, Acholla, Æliæ, Afrique (siège), Afufenia, Agbia, Aggar, Aggersel, Altiburus, Ammaedara, Amudarsa, Ancusa, Apisa majus, Aptuca, aquae albae dans Byzacena, aquae en Byzacène, aquae en Proconsolare, aquae novæ dans Proconsolare, aquae Regiae, Aradi, Assuras, Aurusuliana, Ausafa, Ausana, Ausuaga, Autenti, Auzegera, Avensa, Avioccala, Avissa, Avitta Bibba, Bahanna, Bararus, Basilinoplis, Bassiana, Bavagaliana, Belali, Bencenna, Beneventum, Bennefa, Bilta, Bisica, Bladia, Bonusta, Boseta, Bossa, Botriana, Buleliana, Bulla, regia Bulla, Bulna, Bure, Buruni, Buslacena, Cabarsussi, Cæciri, Canapium, Capsa, Carcabie, Cariana, Carpi, Cebarades, Cefala, cellae dans Proconsolare, Cenae, Cenculiana, Cerbali, Cercina, Chusira, Cibaliana, Cilibia, Cillium, Cincari, Cissita, Clypia, Crepedula, Cresima, Cubda, Cufrut un, Culusi, Curubis, Decoriana, Dices, Dionysiana, Druas, Drusiliana, Dura, Edistiana, Egnatia, Byzacena, Eguga (de), Elephantaria dans Proconsolare, Febiana, Feradi majus, Feradi moins, Filaca, Fissiana, Foratiana, Forontoniana, Furnos maior, Furnos mineur, Gaguari, Garriana, Gemellae à Byzacena, Germaniciana, Girba, Gisipa, Giufi, Giufi Salaria, Gor, Gratiana, Gubaliana, Gummi à Byzacena, Gummi Proconsolare, Gunela, Gurza, Hadrumète * (? anciennement Metropolitan Archevêché), Hermiana, Hierpiniana, Hilta (Biha Bilta), Hippo Diarrhytus, Hirina, Horrea Coelia, Horta, Iubaltiana, Iunca à Byzacena, Lacubaza, Lapda, Lares, Leptiminus, Libertina, Limisa, Luperciana, Macon, Macriana maior, mineur Macriana, Mactaris, Madarsuma, Maraguia, Marazanæ, Marazanæ regiæ, Marcelliana, Masclianæ, Matara dans Proconsulari, Materiana, Mattiana, Maximiana dans Byzacena, Maxula Prates, Medeli, Mediana, Megalopolis dans Proconsulari, Melzi, Membressa, Moi nefessi, Mibiarca, Midica, Mididi, Migirpa, Mimiana, Missua, Mizigi, Mozotcori, Mulli, Munatiana, Musti, Mutia, Muzuca dans Byzacena, Muzuca dans Proconsolare, Nara, Naraggara, Nationa, Neapolis Proconsolare, Nepte, Nova, Numluli, Obba, Octaba, Octabia, Paria dans Proconsolare, Pederodiana, Pertusa, Pia, Pisita, Præcausa, Præsidium, Pupiana, Puppi, Putia dans Byzacena, Quæstoriana, Rucuma, Rufiniana, Ruspæ, Rusuca, Saia maior, Sassura, Scebatiana, Scilium, Sebarga, Segermes, Selemselæ, Selendeta, Semina, Semta, Septimunicia, Serra, Severiana, Sicca Vénérie, Siccenna, Sicilibba, Simidicca, Simingi, Siminina, Simitthu, Sinna, Sinnuara, Sinnuara, Suas (Sua ou Sousse ?) ), Succuba, Sufes, Sufetula, Suliana, Sullectum, Sululos, Sutunurca, Tabalta, Tabbora, montana Tacia, Taddua, Tagarata, Tagarbala, Tagaria, Tagase, Talaptula, Tamalluma, Tamata, Tamazeni, Tambeæ, Tanudaia, Taparura, Taraqua, Tarasa dans Byzacena, Teglata dans Proconsolare, Tela, Temuniana, Tepelta, Tetci, Thabraca, Thagamuta, Thala, Thapsus, Thasbalta, Thélepte, Thenae, Theudalis, Theuzi, Thibaris, Thibica, Thibiuca, Thiges, Thignica, Thimida, Thimida Regia, Thisiduo, Thizica, Thuburbo majus, Thuburbo moins, Thuburnica, Thubursicum-Bure, Thucca terebenthina, Thuccabora, Thugga, Thunigaba, Thunudruma, Thunusuda, Thysdrus, Tigias, Tigimma, Tiguala, Tinisa dans Proconsolare, Tisili, Tituli dans Proconsolare, Trisipa, Trofimiana, Tubernuca, Tubulbaca, Tubyza, Tulana, Tunes (maintenant Tunis), Tunnuna, Turres à Byzacena, Turris à Proconsulari, Turris Tamalleni, Turrisblanda, Turuzi, Tusuros, Uccula, Uccula, Uchi maius, Ucres, Ucres, Ululi, Unizibira, Uppenna, Urusi, Usula, Uthina, Utique (de), Utimma, Utimmira, Uzalis, Uzippari, Uzita (de), Vaga (de), Valentiniana, Vallis (de), Vartana (de), Vassinassa (de), Vazari (de), Vazari-Didda, Vazi-Sarra (de), Vegesela dans Byzacena, Vertara (de), Vibiana (de), Victoriana (de), Vicus Aterii, Vicus Augusti, Vicus Turris, Villamagna-en-Proconsulaire (de), Vina (de), Vinda (de), Vita (de), Voli (de), Zama Maior, Zama Minor (de), Zarna, Zella (de), Zica (de) et Zuri (de).

## Ecclésia
La Tunisie compte environ 30 000 catholiques dans ce pays à dominance islamique. Les catholiques constituent la majorité (environ 80%) des chrétiens du pays. Cependant, environ 500 de ces catholiques pratiquent régulièrement.

## Dialogue interreligieux
Le pape Jean-Paul II s'est rendu en Tunisie le 15 avril 1996 pour apporter son soutien à l'Église et a appelé à un dialogue pacifique entre musulmans et chrétiens en Afrique du Nord,.